# Ujazdów (okres Włodawa)
Ujazdów je vesnice ve východním Polsku, která se nachází v okrese Włodawa v Lublinském vojvodství přibližně 20 kilometrů od hranice s Ukrajinou.
V době druhé světové války se v Ujazdówě nacházel pracovní tábor nacistického vyhlazovacího tábora Sobibor, ve kterém vězni pracovali na melioraci Lublinského vojvodství na Němci okupovaném území Generálního gouvernementu. Bažinatá oblast se měla podle německých plánů stát zemědělskou oblastí, a proto zde německé okupační úřady zřídily síť malých pracovních táborů, v nichž židovští a polští vězni pracovali na odvodňování bažin.

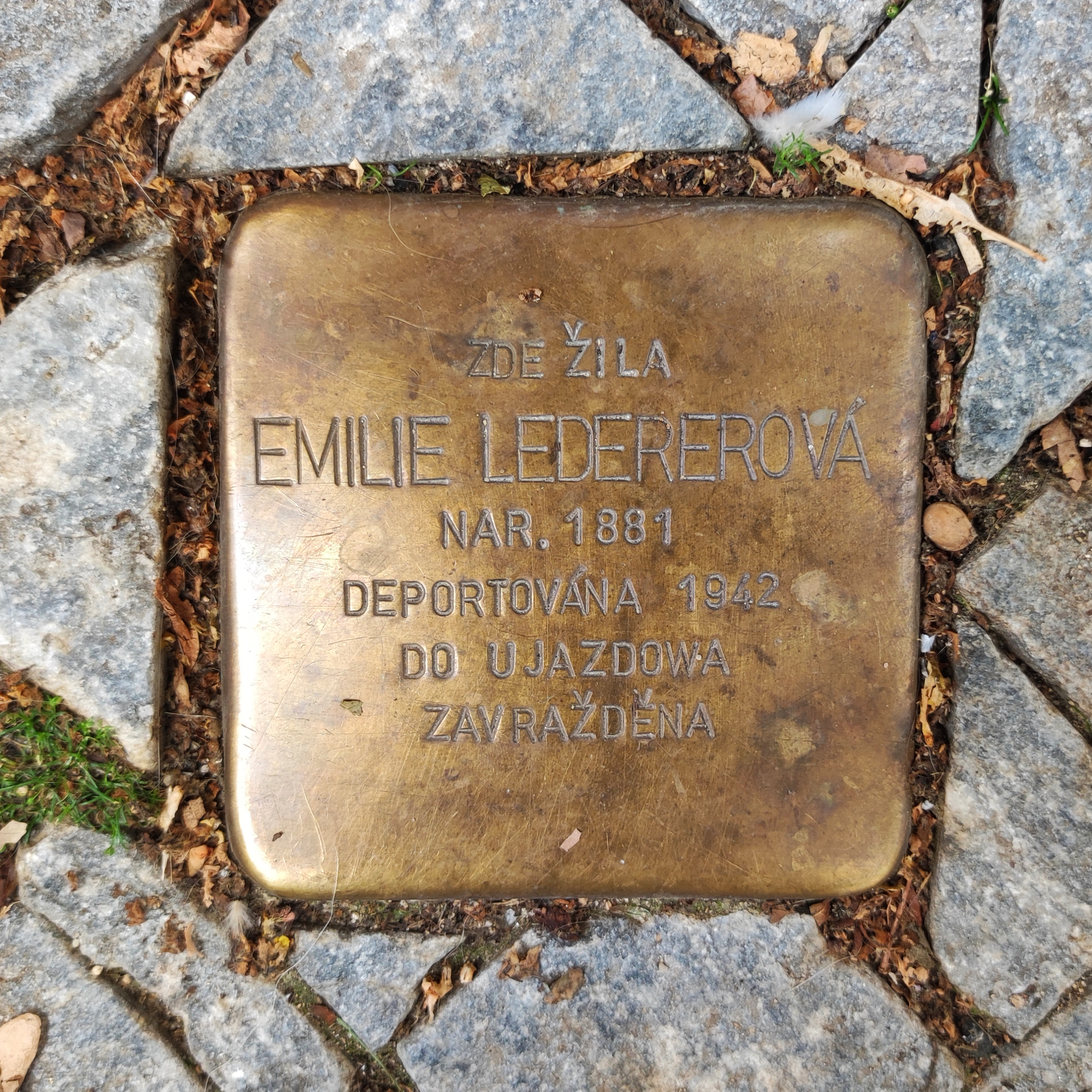
Kámen zmizelých (Stolpersteine) připomínající Emilii Ledererovou, která žila v Praze v ulici U kanálky 3 a která byla deportována v roce 1942 do Ujazdowa, kde byla zavražděna

Do Ujazdówa mířil transport AAh vypravený 10. června 1942 z Prahy, který byl označován jako „trestný“ za Heydrichovu smrt (Attentat aus Heydrich). Transport čítající 1000 českých Židů projel Bohušovicemi, v Lublinu vystoupili muži ve věku 16 až 50 let a pokračoval do Sobibóru. Zde proběhla další selekce, při níž byla vybrána malá skupinka práceschopných na meliorační práce v táboře Ujazdów. Z transportu AAh se konce války dožili pouze dva muži. Mezi 998 oběťmi byl například PhMr. Erich Weiss, farmaceut z pražské lékárny „U jednorožce“, který byl zavražděn 4. září 1942 ve vyhlazovacím táboře Majdanek na předměstí Lublinu.